# Aminas breve
Aminas breve  er en dansk dramafilm fra 2017 instrueret af Jacob Bitsch efter manuskript af Anders Ølholm.

## Medvirkende
- Esben Smed som Janus
- Lisa Carlehed
- Siir Tilif
- Omar Shargawi
- Sarah-Sofie Boussnina
- Besir Zeciri
- Hans Henrik Clemmensen
- Camilla Lehmann
- Niki Topgaard